# Pectinura vestita
Pectinura vestita är en ormstjärneart som beskrevs av Forbes 1843. Pectinura vestita ingår i släktet Pectinura och familjen Ophiodermatidae. Inga underarter finns listade i Catalogue of Life.